# Pachyramphus aglaiae
Pachyramphus aglaiae là một loài chim trong họ Tityridae.